# إرنست ألبرت كليفلاند
إرنست ألبرت كليفلاند هو مهندس كندي، ولد في 12 مايو 1874 في ألما في كندا، وتوفي في 8 يناير 1952 في منطقة شمال فانكوفر ‏ في كندا.